# Дом-музей Бахтияра Вагабзаде
Дом-музей Бахтияра Вахабзаде (азерб. Bəxtiyar Vahabzadənin ev-muzeyi) — мемориальный музей, посвящённый азербайджанскому поэту, драматургу, литературному критику, общественному деятелю Бахтияру Вахабзаде. Здание музея расположено в городе Шеки, где жил Бахтияр Вахабзаде. Музей представляет собой культурное научно-исследовательское учреждение, которое проводит углубленное изучение наследия азербайджанского поэта Бахтияра Вахабзаде, а также занимается сбором и охраной соответствующих материалов.

## История
Дом-музей Бахтияра Вахабзаде был создан в соответствии с распоряжением Президента Азербайджана Ильхама Алиева от 27 октября 2015 года по случаю 90-летия со дня рождения поэта. Официальная церемония открытия музея после реставрационных, реконструкционных и художественных работ, проведенных в 2017-2018 годах, состоялась 31 августа 2018 года.

## Экспозиция
Экспозиция расположена на территории 70 м². и трех комнатах. В музее представлены различные документы, книги, рукописи, фото и архивные материалы, личные вещи, предоставленные семьей Бахтияра Вахабзаде. Всего 735 экспонатов.